# Исус младенец (сборник стихов Есенина)
Исус младенец — поэтический сборник русского поэта Сергея Есенина (1895—1925). Состоит из шести малых стихотворений для детей, вариаций стихотворения 1916 года «Исус младенец».

## История
Книжки «Исус младенец» и неизданная «Овца в Раю» — книгоиздательский продукт организованной в феврале 1918 г. артели «Сегодня». Всего артель выпустила 13 книг, из них 8 к марту 1918, и прекратила своё существование в 1919 году.
В состав артели входили художники «левого» толка В. Ермолаева, Е. Турова, Н. Любавина, Ю. Анненков, Н. Альтман, Н. Лапшин, литераторы Н. Венгеров, С. Дубнова, А. Ремизов, С. Есенин, Е. Замятин.
Своей целью они ставили «заполнить пробел, в высшей степени важной, но почти не существующей детской литературы».
Из своего манифеста 27 февраля, опубликованного в заметке «Дешевая книга» газеты «Знамя труда» (№ 143) (без подписи):
В целях борьбы с дороговизной книг, губительно отражающейся на общем ходе культурно-просветительной работы, организовалось издательство писателей и художников под названием „Сегодня“.

Цель издательства — дать читателям небольшую, но художественно изданную и дешёвую книжку стихов или рассказов современных поэтов, в частности же, заполнить пробел в высшей степени важной, но почти несуществующей, детской литературы
.
3 марта в заметке И. Оксёнова «Сегодня» в газете «Знамя труда» (Петроград, 1918, 3 марта (18 февраля), № 147) сказано:
«Так называется артель художников, выпустившая в свет уже пять маленьких (по 8 стр.) книжек. Небольшой объем этих изданий вполне компенсируется внутренней содержательностью и значительностью каждой книжки, а также — подлинно-художественной внешностью.

Книжки „Сегодня“ — живые, зеленые ростки очень молодого и нежного искусства, созревшего в тяжелые годы войны. <...>
Датировка
Книга вышла от 24 до 26 февраля 1918 года. Границы дат даются по объявлениям в газетах от 23 и 27 февраля.
23 февраля, газета «Вечерняя звезда». «Артель художников „Сегодня“» объявляет: (Петроград, 1918, 23 (10) февраля, № 17).
Группа молодых художников и поэтов, объединившись в артель «Сегодня», приступила к изданию на кооперативных началах небольших книжек стихов и рассказов. Пока вышли две книжки с стихами Н. Венгрова и рисунками Н. И. Любавиной и В. М. Ермолаевой. На днях выйдут стихи С. Есенина <"Исус Младенец">, С. Дубновой и сказка Ремизова «О судьбе огненной». Все клише исполнены самими художниками, что сильно удешевляет издание и дает возможность продавать книжку за 40 к., то есть по цене, доступной широким массам, где потребность в дешёвой художественной книге очень велика
.
Февраль, 27. В газете «Знамя труда» (№ 143) дается без подписи заметка «Дешевая книга»:
... в первую очередь изданы: сказочка Сергея Есенина „Иисус <так!> Младенец“, Нат. Венгрова „Мышата“. Стоимость этих книжек — 40 к.

На очереди издание рассказов Ал. Ремизова, Е. Замятина, М. Любавина и др.
Учтена в перечне книг, поступивших в Книжную палату за февраль, позиция 390 (Книжная летопись, Петроград, 1918, № 5/8, февраль, С. 3).
Цена
Цена книги — 40 копеек.
Цена раскрашенного от руки экземпляра — 2 рубля 25 копеек — устанавливается по заметке И. Оксёнова «Сегодня».
Следует заметить, что если цена книжек (40 к.) очень умеренна, то стоимость тех же книжек, но раскрашенных от руки (2 р. 25 к.) — слишком велика
Овца в Раю
В сборнике Исус младенец дается объявление, что печатается книга «Овца в Раю». Это одно из двух сохранившихся свидетельств о книжке Есенина. Название «Овца в раю» с подзаголовком «Стихи для детей» указано также в рекламном перечне «Книги Сергея Есенина» (с пояснением: «Готовится») в книге Есенина «Голубень» (Петроград, 1918).

## Отклики в печати
Одна из первых рецензий на сборник вышла уже 3 марта. И. Оксёнов писал:
Хорошо соответствуют своему назначению детские книжки С. Есенина „Исус Младенец“ и Н. Венгрова „Мышата“. ... Сказка Сергея Есенина об обиженном журавлями и синицами „маленьком Боженьке“, у которого птицы съели кашу, — прекрасна. Боженьку утешил белоперый аист, которому Пречистая нарекла за это судьбу:
А белому аисту,
Что с Богом катается
Меж веток —
Носить на завалинки
Синеглазых маленьких

    Деток.
23 марта Газета «Вечерняя звезда» (№ 40) в рубрике «Литературное обозрение» помещает заметку «Сегодня» от Л. М. Василевского (за подписью: Ариэль) о книжках, выпущенных новой художественной артелью:
...Иллюстрации очень искусные и острые (в особенности Е. Туровой к „Исусу Младенцу“ Есенина). ... прелестная сказочка Сергея Есенина „Исус Младенец“
.

## Публикации
Исус младенец. [Пг.]: Артель худож. «Сегодня», 1918, [4] с., 40 коп., раскрашенный экз. — 2 р. 25 коп., [1000 экз.], из них: «Раскрашено от руки 125 экз.», обл., рисунки и клише работы художницы Е. И. Туровой. Издано в типографии Ц. Типог. Петроград, Литейный, 58.